# Creusa culta
Creusa culta är en fjärilsart som beskrevs av De Niceville 1896. Creusa culta ingår i släktet Creusa och familjen juvelvingar. Inga underarter finns listade i Catalogue of Life.